# Sofian Boghiu
Sofian Boghiu (n. 7 octombrie 1912, Cuconeștii Vechi, județul Bălți, Basarabia, Imperiul Rus – d. 14 septembrie 2002, Mănăstirea Antim, București, România) a fost un mare duhovnic ortodox și pictor bisericesc român. A fost membru al "Rugului Aprins", deținut politic între 1958-1964.

## Biografie
Sofian Boghiu s-a născut în comuna Cuconeștii-Vechi, din județul Bălți, pe 7 octombrie 1912, sub numele de botez Serghei Boghiu. La vârsta de 14 ani ajunge frate de mănăstire la Schitul Rughi din județul interbelic Soroca. La 25 de ani, „după 11 ani de ascultare, primește tunderea monahală în Mănăstirea Dobrușa.”

## Canonizare

În ședințele de lucru din 11-12 iulie 2024, Sinodul Bisericii Ortodoxe Române a aprobat canonizarea a 16 cuvioși și mărturisitori români, printre care și părintele Sofian Boghiu, canonizat cu numele de ,, Sfântul Cuvios Sofian de la Antim. Proclamarea canonizării noilor sfinți va avea loc în anul 2025, când Biserica Ortodoxă Română aniversează un secol de la recunoașterea statutului de Patriarhie.